# راز در چشمانشان (فیلم ۲۰۱۵)
راز در چشمانشان (انگلیسی: The Secret in Their Eyes) فیلمی به کارگردانی بیلی ری است که در سال ۲۰۱۵ منتشر شد.